# Élection présidentielle tchèque de 2018
L’élection présidentielle tchèque de 2018 a lieu les 12 et 13 janvier 2018 (premier tour) et les 26 et 27 janvier 2018 (second tour).
Ce scrutin intervient trois mois après des élections législatives ayant renouvelé le paysage politique tchèque. Il s'agit de la seconde élection présidentielle se tenant dans le pays au suffrage universel direct, la première ayant conduit à l'élection de Miloš Zeman, qui brigue un nouveau mandat. Le second tour voit la réélection de ce dernier avec 51,37 % des suffrages face à Jiří Drahoš (48,63 %).

## Contexte

### Politique intérieure

#### Un président sortant controversé

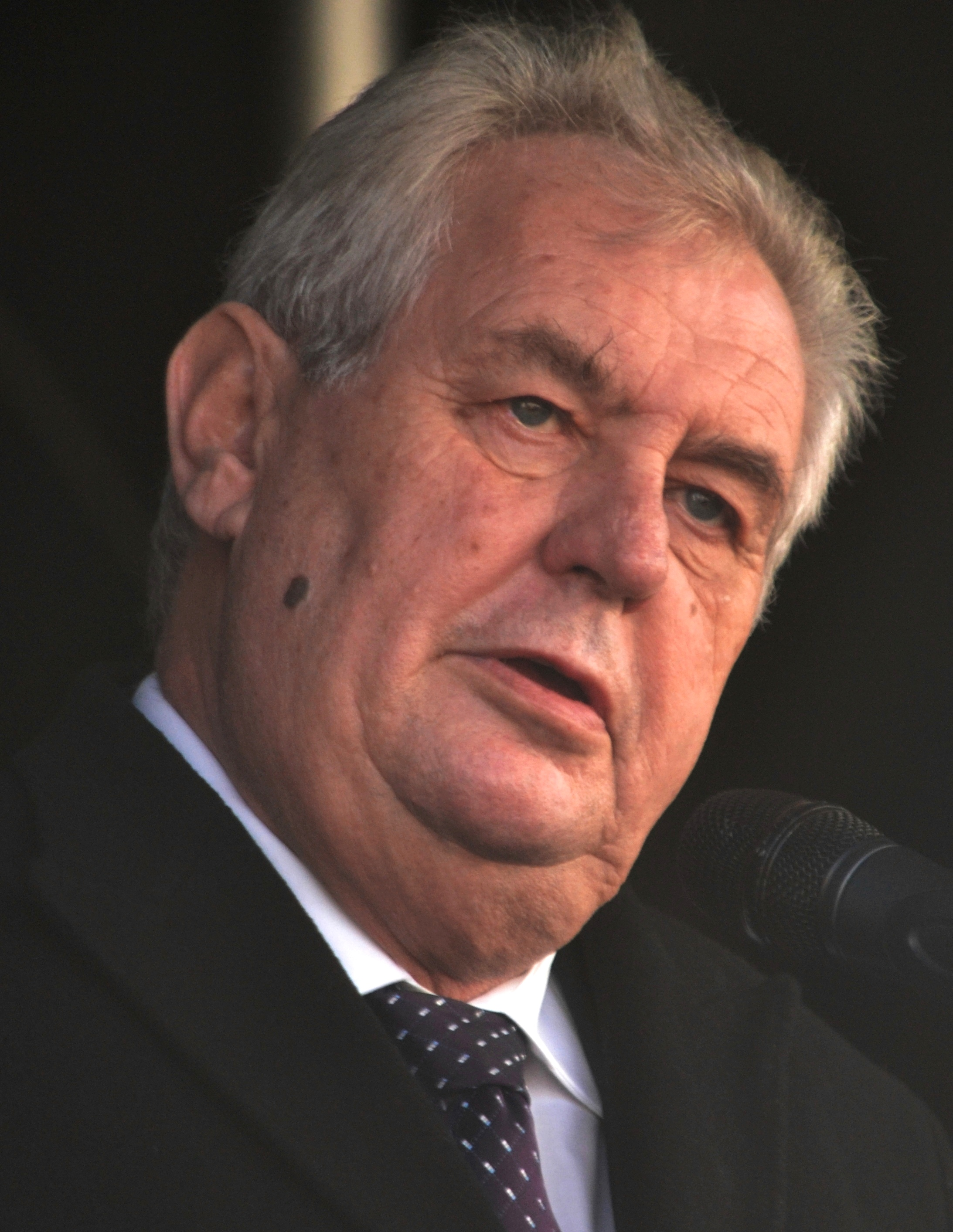
Miloš Zeman en 2015.

Élu chef de l'État en janvier 2013, Miloš Zeman modifie le caractère de la fonction présidentielle, exercée par ses prédécesseurs de façon essentiellement symbolique et représentative, pour faire du chef de l'État un acteur central du jeu politique. L'opposition y voit une lecture trop personnelle de la fonction du président par son titulaire,. En particulier, il s'oppose au gouvernement libéral de Petr Nečas, qui tombe en juin 2013. Il impose alors comme président du gouvernement l'économiste indépendant Jiří Rusnok contre l'avis de la Chambre des députés, qui renverse le nouveau cabinet, avant d'être dissoute.
Les prises de position les plus remarquées de Miloš Zeman concernent l'islam, qu'il présente comme une religion difficilement compatible avec la civilisation européenne. Lors de la crise migratoire, alors que l'Union européenne suggère la répartition des réfugiés par quotas attribués aux pays membres, il se déclare opposé à l'accueil de réfugiés syriens sur le territoire tchèque, estimant qu'ils comptent des terroristes à la solde de l'État islamique.
Critiqué pour son exercice du pouvoir et ses prises de position tranchées, il demeure cependant apprécié au sein de son électorat traditionnel, notamment dans les zones rurales. Sa cote de popularité est ainsi nettement supérieure à celles du gouvernement et du Parlement.

#### Un échiquier politique bouleversé

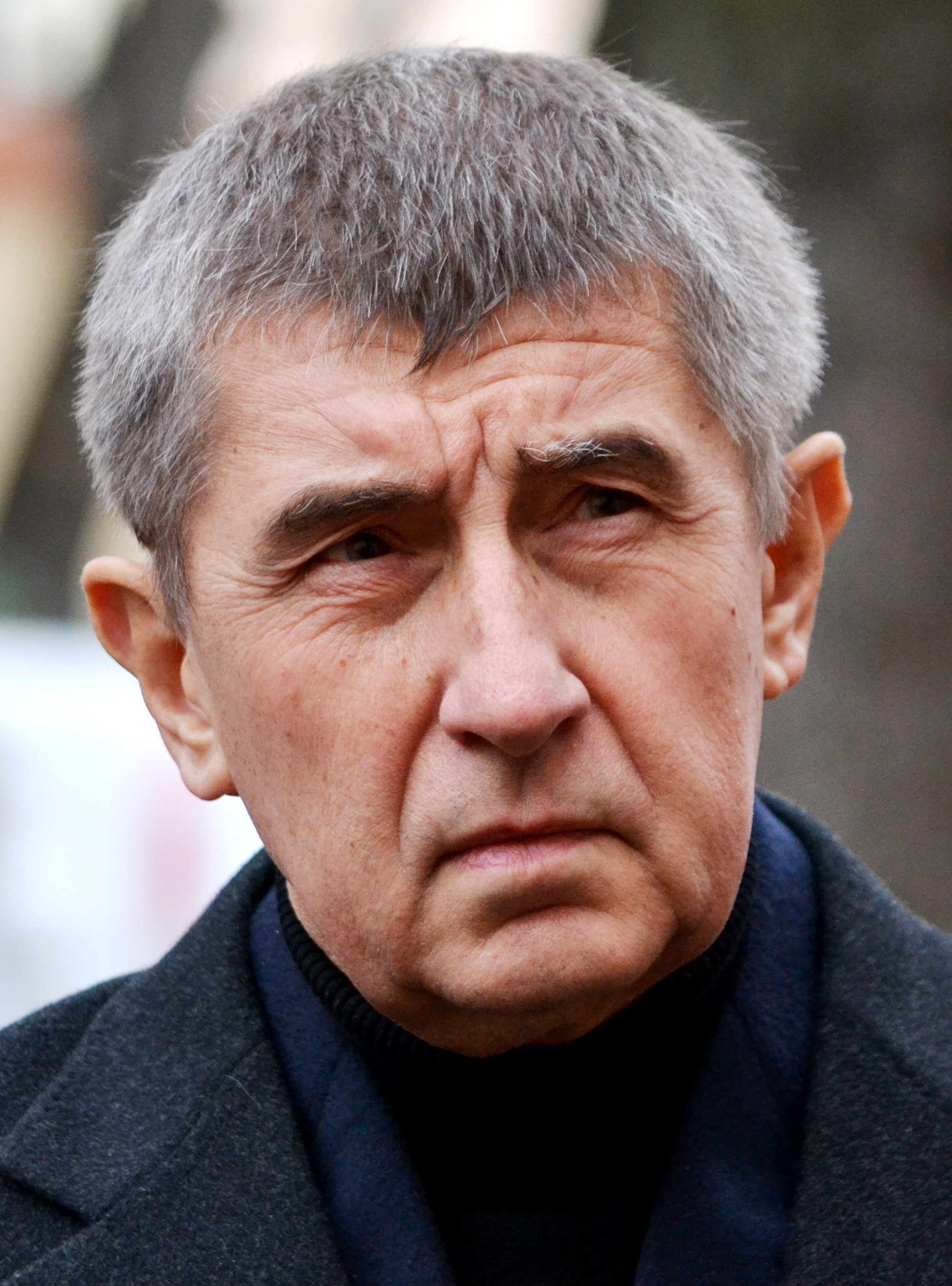
Andrej Babiš, président d'ANO, nommé président du gouvernement en décembre 2017.

Cette élection présidentielle prend place dans un échiquier politique bouleversé depuis les élections législatives d'octobre 2013. Lors de ces élections, la victoire relative des sociaux-démocrates du ČSSD est écartée par le succès du mouvement populiste ANO 2011, fondé et dirigé par l'influent milliardaire Andrej Babiš, proche de Zeman et novice en politique. Si le chef du Parti social-démocrate tchèque, Bohuslav Sobotka, a été désigné à la présidence du gouvernement, les sociaux-démocrates ont été rapidement dépassés et marginalisés par ANO 2011, leur principal partenaire de coalition.
Les élections législatives d'octobre 2017 donnent d'ailleurs une majorité au parti d'Andrej Babiš, loin devant les sociaux-démocrates, qui finissent en sixième position. Andrej Babiš est nommé chef du gouvernement par Miloš Zeman en décembre 2017, mais il ne parvient pas à rallier d'autres partis pour obtenir une majorité absolue, ce qui rend incertain son maintien à la tête du gouvernement après l'élection présidentielle de 2018.
De son côté, la droite peine à se remettre des conséquences du scandale de corruption qui lui a coûté le pouvoir en 2013 : plusieurs électeurs de l'ODS ont décidé de rallier ANO 2011 tandis que le parti centriste TOP 09 peine à faire entendre sa voix depuis le départ de son président et fondateur, Karel Schwarzenberg, défait par Miloš Zeman au second tour de la précédente présidentielle.

### Enjeux internationaux
Cette campagne présidentielle s'inscrit dans un contexte de crise migratoire et de grandes problématiques internationales, comme le retrait du Royaume-Uni de l'Union européenne et la politique menée par les présidents américain, Donald Trump, et russe, Vladimir Poutine.
Pendant son mandat, Miloš Zeman, pourtant élu en 2013 sur un programme pro-européen, se montre progressivement de plus en plus critique envers l'Union européenne et se tourne vers la Russie et la Chine. Il s'oppose notamment aux sanctions économiques décidées par l'Union européenne à l'encontre de la Russie après l'invasion de la Crimée.

## Système électoral
Le Président de la République tchèque est élu au scrutin uninominal majoritaire à deux tours pour un mandat de cinq ans, non renouvelable de manière consécutive. Est élu le candidat qui remporte au premier tour la majorité absolue des suffrages exprimés. À défaut, un second tour est convoqué dans les quatorze jours qui suivent afin de départager les deux candidats arrivés en tête au premier. Est alors élu le candidat qui réunit le plus de voix au second tour. Dans les deux cas, le président du Sénat proclame élu le candidat vainqueur.
L'élection a lieu au suffrage universel direct depuis une révision constitutionnelle effectuée en 2012, appliquée pour la première fois en 2013. Auparavant, le président tchèque était élu au suffrage indirect par les deux chambres du Parlement.

### Candidatures

Le drapeau présidentiel tchèque.

La Constitution de la Tchéquie, loi fondamentale du pays, détermine les conditions d'une candidature à l'élection présidentielle, régies par l'article 57(1) de ladite Constitution, qui dispose que « tout citoyen éligible au Sénat peut être élu président de la République », soit tout citoyen détenant la nationalité tchèque, le droit de vote et ayant atteint au moins l'âge de quarante ans.
Toute candidature, pour qu'elle soit validée, doit obtenir l'appui d'au moins vingt députés, ou dix sénateurs ou les signatures de 50 000 électeurs. Les candidats ayant recueilli ces parrainages doivent ensuite les remettre au plus tard soixante-six jours avant le scrutin au ministère de l'Intérieur, qui doit les examiner, les approuver ou les rejeter si elles ne devaient pas être conformes à toutes les exigences légales. Ces dispositions juridiques concernent également le président de la République sortant en cas de sollicitation d'un second mandat.

### Convocation du scrutin
La convocation de l'élection présidentielle est régie par l'article 56 de la Constitution, qui prévoit notamment que « l'élection du président de la République se déroule dans les soixante derniers jours du mandat » du président sortant. En cas de vacance de la présidence en cours de mandat pour cause de décès, démission ou révocation, ce délai est porté à quatre vingt dix jours.
Le mandat du président sortant ayant commencé le 8 mars 2013, le deuxième tour du scrutin devrait normalement avoir lieu d'ici les 2 et 3 février 2018, soit un peu plus de trente jours avant l'investiture du président élu, c'est-à-dire le 8 mars 2018. La convocation de l'élection présidentielle est une compétence du président du Sénat.

## Candidats
Neuf personnes remplissent les conditions requises pour se présenter à l'élection présidentielle.
| Candidat                    | Candidat                          | Parti                                   | Précédentes fonctions | Détail |
| --------------------------- | --------------------------------- | --------------------------------------- | --- | --- |
| Mirek Topolánek (61 ans)    | Mirek Topolánek                   | Indépendant Soutenu par l'ODS           | Sénateur pour Ostrava (1996-2004) Député (2006-2009) Président du Parti démocratique civique (2002-2010) Président du gouvernement (2006-2009)                                                                               | Candidature déposée avec le soutien de 10 sénateurs. Il annonce qu'il se présente à l'élection présidentielle deux jours avant la clôture du dépôt des candidatures. Il est partisan du maintien de la République tchèque au sein de l’OTAN et souhaite réformer l'Union européenne, selon lui trop bureaucratique. Il se prononce pour l'interdiction de l'« islam politique » et de la charia. Ses relations avec des lobbyistes et entrepreneurs controversés lui attirent des critiques. |
| Michal Horáček (65 ans)     | Michal Horáček                    | Indépendant                             | Aucune | Candidature déposée avec le soutien de 86 940 signatures d'électeurs. Auteur, compositeur et entrepreneur, il annonce sa candidature le 2 novembre 2016, après plusieurs mois d'hésitations, alors qu'il est en bonne position dans les sondages. Estimant que le président sortant n'a pas suffisamment exercé sa fonction « de manière décente, compétente et ouverte au peuple », il tient un discours pro-Union européenne et OTAN,. Les intentions de vote en sa faveur déclinent au cours de l'année 2017. |
| Pavel Fischer (52 ans)      | Pavel Fischer                     | Indépendant                             | Conseiller politique de Václav Havel à la présidence de la République (1995-2003) Ambassadeur en France (2003-2010) | Candidature déposée avec le soutien de 17 sénateurs. |
| Jiří Hynek (57 ans)         | Jiří Hynek                        | Parti des réalistes (Realisté)          | Président de l'Association de l'industrie de la défense et de la sécurité (depuis 2011) | Candidature déposée avec le soutien de 29 députés |
| Petr Hannig (71 ans)        | Petr Hannig                       | Parti du Sens commun (Rozumní)          | Président du Parti du Sens commun (depuis 2002) | Candidature déposée avec le soutien de 26 députés. Il annonce sa candidature le 19 juillet 2017. Il tient un discours conservateur, eurosceptique et anti-immigration. |
| Vratislav Kulhánek (74 ans) | Vratislav Kulhánek                | Alliance démocratique civique (ODA)     | Dirigeant de Škoda Auto (1997-2004) Président de la Fédération tchèque de hockey sur glace (2004-2008) | Candidature déposée avec le soutien de 24 députés. Bien que son parti n'ait pas de parlementaires, il parvient à se présenter. |
| Miloš Zeman (73 ans)        | Le président sortant, Miloš Zeman | Indépendant Soutenu par le SPO          | Président du Parti social-démocrate (1993-2001) Président de la Chambre des députés (1996-1998) Président du gouvernement (1998-2002) Président du Parti des droits civiques (2010) Président de la République (depuis 2013) | Candidature déposée avec le soutien de 103 817 signatures d'électeurs. Président sortant, il exerce une influence plus importante que ses prédécesseurs sur la scène politique. Il s'oppose à une intégration européenne approfondie et à l'immigration musulmane.Le 9 mars 2017, après plusieurs mois de suspens quant à sa décision, notamment en raison d'interrogations sur son état de santé, il annonce sa candidature à un second quinquennat,. Contesté par une opposition disparate, qui lui reproche aussi bien ses positions politiques que son comportement vis-à-vis des institutions, il est longtemps donné en tête des études d'opinion. Sa candidature est soutenue par son parti et par plusieurs dirigeants du Parti social-démocrate tchèque et du Parti communiste de Bohême et Moravie,. Il reçoit également le soutien implicite du parti d'extrême droite Liberté et démocratie directe, qui renonce à présenter la candidature de son président, Tomio Okamura. |
| Marek Hilšer (41 ans)       | Marek Hilšer                      | Indépendant                             | Aucune | Candidature déposée avec le soutien de 11 sénateurs. Il est le premier à annoncer sa candidature, en juillet 2016., |
| Jiří Drahoš (68 ans)        | Jiří Drahoš                       | Indépendant Soutenu par KDU-ČSL et STAN | Président de l'Académie tchèque des sciences (2009-2017) | Candidature déposée avec le soutien de 141 234 signatures d'électeurs. Il apparaît comme le plus sérieux rival de Miloš Zeman au cours de l'année 2017. Il tient un discours libéral et favorable à l'Union européenne. |

Voulant peser dans la campagne présidentielle à venir, plusieurs partis ont fait savoir qu'ils avaient l'intention d'organiser des primaires, calquées sur les modèles américain et français. C'est notamment le cas d'ANO 2011, qui envisage de soutenir la candidature du président sortant, du ČSSD, du SPD et de l'ODS. Finalement, après sa victoire aux élections législatives de 2017, ANO renonce à organiser une primaire et ne soutient aucun candidat, bien que plusieurs de ses membres prennent position pour certains candidats.

## Campagne

### Premier tour

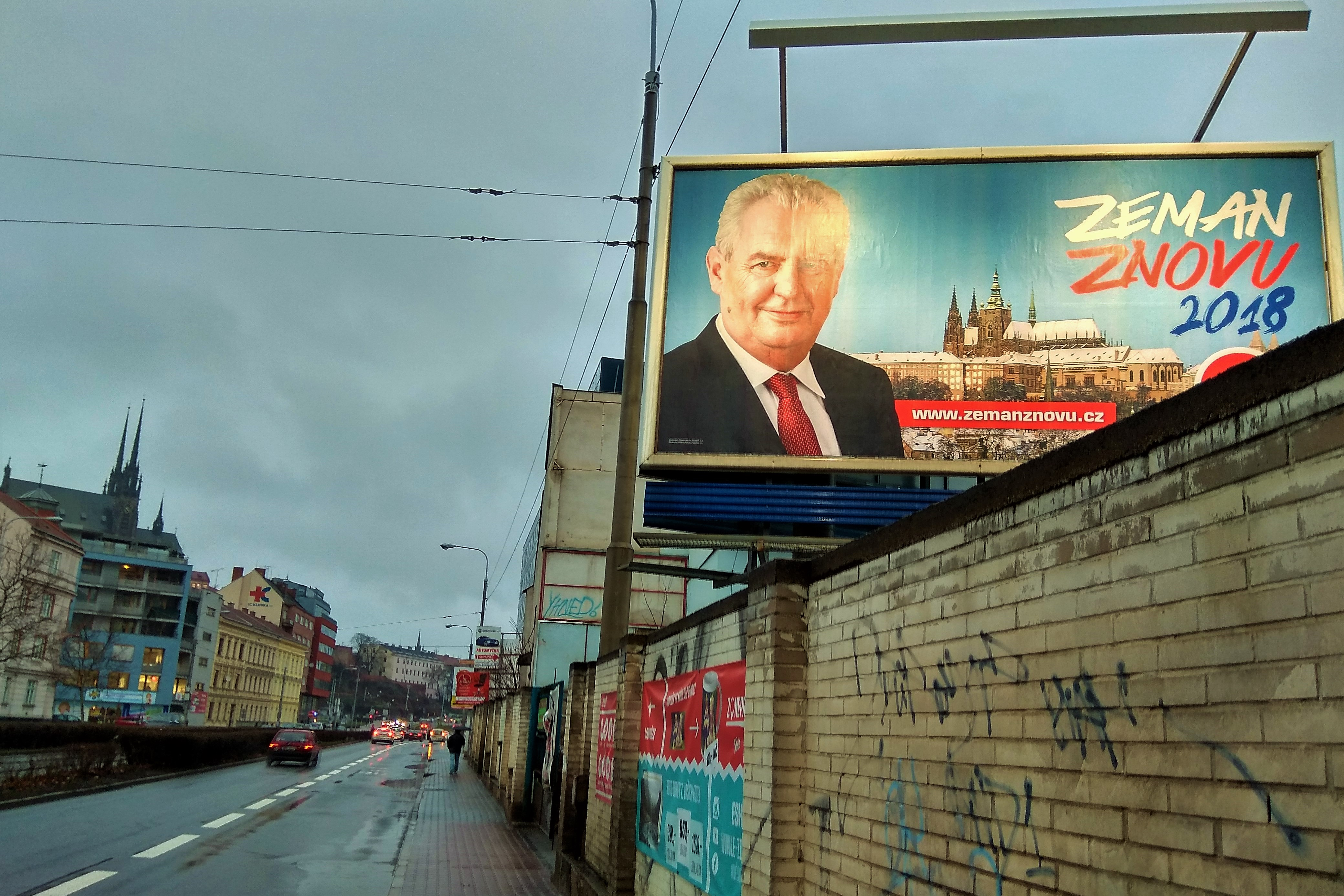
Affiche pour le président sortant, Miloš Zeman, à Brno.

Le président Miloš Zeman refuse de participer aux débats télévisés et mène une campagne aux moyens limités.
Tous les candidats se disent opposés aux quotas obligatoires de répartition de migrants souhaités par les institutions européennes.

### Entre-deux-tours
Pavel Fischer (10,2 %), Michal Horáček (9,2 %), Marek Hilšer (8,9 %), Mirek Topolánek (4,3 %) et Vratislav Kulhánek (0,5 %) appellent à voter pour Jiří Drahoš au second, ce qui donne un avantage à celui-ci alors que Miloš Zeman n'obtient le soutien que de Petr Hannig (0,6 %).
Dès lors, le président sortant, qui est donné battu par plusieurs enquêtes d'opinion, et qui se voit attaqué sur son état de santé, intensifie le rythme de sa campagne. Contrairement au premier tour, il accepte de prendre part aux débats télévisés : il propose l'organisation de quatre débats, mais Jiří Drahoš n'en accepte que deux. Lors de ceux-ci, le président sortant réalise une meilleure performance que son adversaire, qui se voit reprocher son manque de charisme et son inexpérience en politique.
La question de la reconduction ou non à la tête du gouvernement d'Andrej Babiš, vainqueur des élections législatives de 2017, est au cœur de la campagne. Le 24 janvier, à deux jours du premier tour, Miloš Zeman charge à nouveau Babis, qui n'a pas obtenu la confiance de la Chambre des députés, de former un gouvernement. De son côté, Jiří Drahoš appelle Babiš à se retirer en raison d'une enquête judiciaire le visant pour des soupçons de fraude aux subventions européennes.
Miloš Zeman accuse Jiří Drahoš d'être favorable à un accueil massif de migrants, mentionnant des déclarations de celui-ci en juin 2017 et une tribune signée en 2015 ; des affiches de campagne de Miloš Zeman indiquent ainsi : « Halte aux immigrants et à Drahoš. Ce pays est à nous ! ».

## Résultats

### Au niveau national
| Candidats                | Candidats                | Partis                   | 1er tour  | 1er tour | 2d tour   | 2d tour |
| Candidats                | Candidats                | Partis                   | Voix      | %        | Voix      | %       |
| ------------------------ | ------------------------ | ------------------------ | --------- | -------- | --------- | ------- |
|                          | Miloš Zeman              | SPO                      | 1 985 547 | 38,56    | 2 853 390 | 51,37   |
|                          | Jiří Drahoš              | KDU-ČSL – STAN           | 1 369 601 | 26,60    | 2 701 206 | 48,63   |
|                          | Pavel Fischer            | Indépendant              | 526 694   | 10,23    |           |         |
|                          | Michal Horáček           | Indépendant              | 472 643   | 9,18     |           |         |
|                          | Marek Hilšer             | Indépendant              | 454 949   | 8,83     |           |         |
|                          | Mirek Topolánek          | ODS                      | 221 689   | 4,30     |           |         |
|                          | Jiří Hynek               | Realisté                 | 63 348    | 1,23     |           |         |
|                          | Petr Hannig              | Rozumní                  | 29 228    | 0,56     |           |         |
|                          | Vratislav Kulhánek       | ODA                      | 24 442    | 0,47     |           |         |
|                          |                          |                          |           |          |           |         |
| Suffrages exprimés       | Suffrages exprimés       | Suffrages exprimés       | 5 148 141 | 99,44    | 5 554 596 | 99,77   |
| Blancs et nuls           | Blancs et nuls           | Blancs et nuls           | 29 097    | 0,56     | 13 031    | 0,23    |
| Total des votants        | Total des votants        | Total des votants        | 5 177 238 | 100      | 5 567 627 | 100     |
| Abstention               | Abstention               | Abstention               | 3 189 195 | 38,08    | 2 795 375 | 33,40   |
| Inscrits / Participation | Inscrits / Participation | Inscrits / Participation | 8 366 433 | 61,92    | 8 363 002 | 66,60   |

Suffrages au second tour :
| Miloš Zeman (51,37 %) |  |  | Jiří Drahoš (48,63 %) |
| en augmentation       |  |  |                       |
| Majorité absolue      |  |  |                       |

### Par division administrative

Candidat arrivé en tête par district au premier tour.
Candidat arrivé en tête par district au second tour.

Résultats de Miloš Zeman par district au second tour.
Résultats de Jiří Drahoš par district au second tour.

### Analyse
La participation au second tour s'élève à un niveau jamais atteint depuis les élections législatives de 1998. De fait, même s'il perd 3,4 points de pourcentage par rapport à 2013, Miloš Zeman obtient 136 000 voix de plus.
Cette élection était généralement considérée comme un référendum pour ou contre Miloš Zeman. Les observateurs comparent ces résultats à ceux de l'élection présidentielle américaine de 2016, qui a vu la victoire d'un populiste de droite — Donald Trump — sur une candidate internationaliste — Hillary Clinton,,,.

## Suites
Le 8 mars 2018, au château de Prague, Miloš Zeman prête serment pour un second mandat.